# Jo-Ann
Jo-Ann is een single van Ignace Baert, afkomstig van zijn enige album With more than sympathy. Baert werd op dat album begeleid door Francis Goya (gitaar), Bruno Cartelucci (drums) en de Hearts of Soul (zang).
Het liefdesliedje Jo-Ann verscheen later als de Franstalige versie Michele onder het pseudoniem Jérémy. Ook verscheen het samen met zijn grootste hit More than sympathy op één single; de titel werd verbasterd tot Joe Ann.

## Hitnotering
Veel succes had de single niet.

### BelgischeBRT Top 30
| Hitnotering: 26-1-1974 t/m 1-2-1974 | Hitnotering: 26-1-1974 t/m 1-2-1974 | Hitnotering: 26-1-1974 t/m 1-2-1974 |
| Week:                               | 1                                   |                                     |
| ----------------------------------- | ----------------------------------- | ----------------------------------- |
| Positie:                            | 29                                  | uit                                 |